# Képzeletfölde
A Képzeletfölde (Imaginationland) a South Park című rajzfilmsorozat 163. része (a 11. évad 10. epizódja), amely a Képzeletfölde-trilógia első része. Elsőként 2007. október 17-én sugározták az Egyesült Államokban, míg Magyarországon 2008. július 4-én mutatta be az MTV.
A trilógiából készült animációs film 2008-ban Emmy-díjat nyert.

## Cselekmény
|  | Alább a cselekmény részletei következnek! |

A South Park-i gyerekek az erdőben találkoznak, mert Eric Cartman azt állítja, hogy látott egy koboldot. Kyle Broflovski fogadott vele, hogy ha Cartmannek sikerül bebizonyítania a koboldok létezését, akkor Kyle orálisan izgatni fogja a golyóit, de ha nem tudja bebizonyítani, akkor Cartman fizet 10 dollárt. A gyerekek lesben állnak, és hirtelen megjelenik előttük a kobold, akit egyből foglyul is ejtenek, ám az kiszabadul, és figyelmezteti a gyerekeket egy jövőbeli terrortámadásra. Ez Cartmant nem érdekli, csupán a megnyert fogadással törődik, Kyle azonban nem hajlandó teljesíteni a szerződésben leírtakat.
Másnap a fiúk az utcán összefutnak egy furcsa emberrel, aki léghajóval elviszi őket Képzeletföldére. Mikor odaérkeznek, mindenki a koboldról kérdezi őket, ám mielőtt elmondhatnák, egy csoport arab terrorista megtámadja a helyet. Kyle és Stan sikeresen elmenekül, de Butters fogságba esik. A gyerekek – miután másnap otthon ébrednek fel – azt hiszik, hogy csak álmodták az egészet, de Butters szülei még aznap felkeresik Stant, mert fiuk eltűnt. Cartman bíróságra viszi az ügyét, ahol is Kyle-t kötelezik, hogy „helyezze be Cartman herezacskóit a szájába, és tartsa ott legalább 30 másodpercig.”
A Pentagonban a CIA tudomást szerez a Képzeletföldén történtekről és a terroristáktól kapnak egy videófelvételt. Megkérnek több amerikai filmrendezőt (köztük M. Night Shyamalant és Michael Bayt), hogy segítsék őket az ötleteikkel, de csak Mel Gibson tud normális tanácsokat adni (azt javasolja, tanulmányozzák a videofilmen látható szereplőket, és szűrjék ki azokat, akik nem odavalóak). Az ügynökök rájönnek, hogy a terroristák videóján csak egy nem képzeletbeli személy van, Butters. Így jutnak el South Parkba, Stanhez és Kyle-hoz.
Képzeletföldén a terroristák Rakéta Robi segítségével megpróbálják leomlasztani a jó és rossz képzeletbeli figurákat elválasztó falat. Butters védőbeszéde nem hatja meg a terroristákat, és ledöntik a falat, ahonnan megindulnak a gonosz képzeletbeli lények. Cartman bulit szervez, hogy a többiek előtt érvényesítse a szerződést, de a CIA emberei váratlanul megjelennek és magukkal viszik Kyle-t és Stant. Cartman ezen feldühödve Kyle után indul Washingtonba…

## Utalások
- A képzeletföldi terroristatámadás utáni jelenet, amikor Stan lassított felvételben látja az eseményeket, utalás a Ryan közlegény megmentése című filmre.
- Képzeletföldén számos legenda, népmese és film szereplője, valamint az amerikai popkultúra alakjai is láthatók.

## Külső hivatkozások
- „Imaginationland Episode I.” a South Park Studios hivatalos honlapon. Archiválva 2008. október 19-i dátummal a Wayback Machine-ben
- Imaginationland Episode I. az Internet Movie Database oldalon (angolul)